# Rhoikos (Gigant)
Rhoikos (altgriechisch Ῥοῖκος Rhoíkos) ist der Name eines Giganten aus der griechischen Mythologie.
Hyginus zählt ihn im Vorwort zu seinen Fabulae in der Liste der Giganten als Sohn der Gaia und des Tartaros auf.